# Mehterhâne

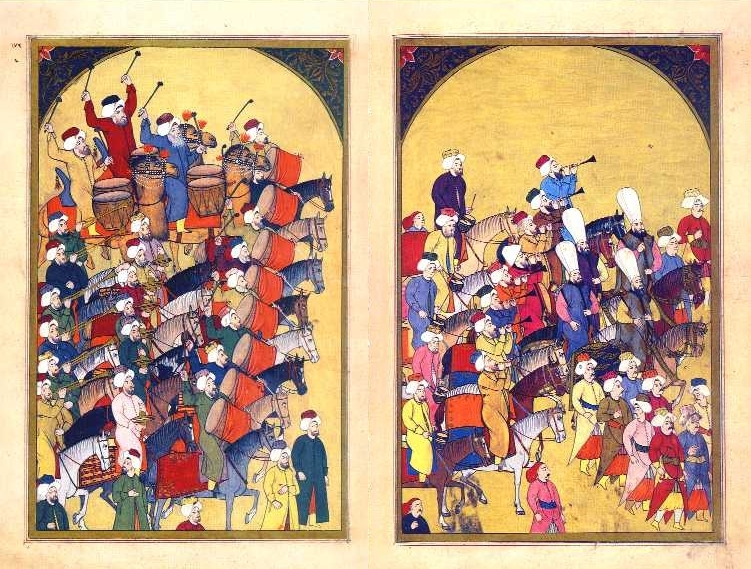
Mehterhâne, Miniature dal Surname-i Vehbi, 1720

Mehterhâne (in Ottomano مهترخانه; in Italiano: "Casa dei Mehter"; in turco anche: mehter takımı o mehter) è il nome ottomano usato comunemente dal XVII secolo per le bande musicali che dopo il 1453 ottennero un inquadramento uniforme; esse erano attive principalmente come bande militari e complessi di rappresentanza del sultano e di altri dignitari ottomani come anche all'interno di corporazioni per il pubblico. Esse si fondarono su tradizioni già esistenti nell'area culturale prototurca, ottomana, nonché complessivamente in quella islamica.

## Etimologia

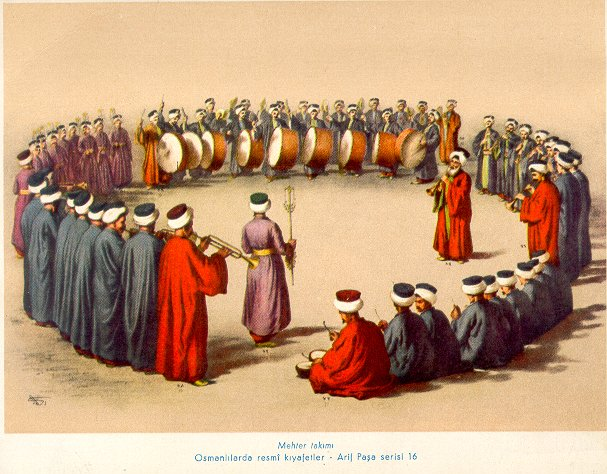
Una mehterân ottomana

La parola ottomana mehter (plurale antico: mehterān) deriva dalle due parole persiane dal significato quasi uguale mih (in italiano: "grande") e ter (in italiano: "molto grande"). Mehter si riferiva quindi al singolo musicista privilegiato, a cui erano affidati i più alti compiti militari e rappresentativi, che talvolta veniva talvolta soprannominato çalıcı mehter per distinguerlo dal personale nella tenda del sultano, anch'esso chiamato mehter. Le bande signorili corrispondenti occupavano alloggiamenti che almeno dal XVII secolo furono chiamate mehterhâne. Questa denominazione venne poi trasferita ai gruppi strumentali. Nel turco moderno, venne usato il nome mehter takımı (dal turco takım, in italiano: squadra, equipaggio, corteo).

## Storia primitiva e istituzione dellemehterhâne

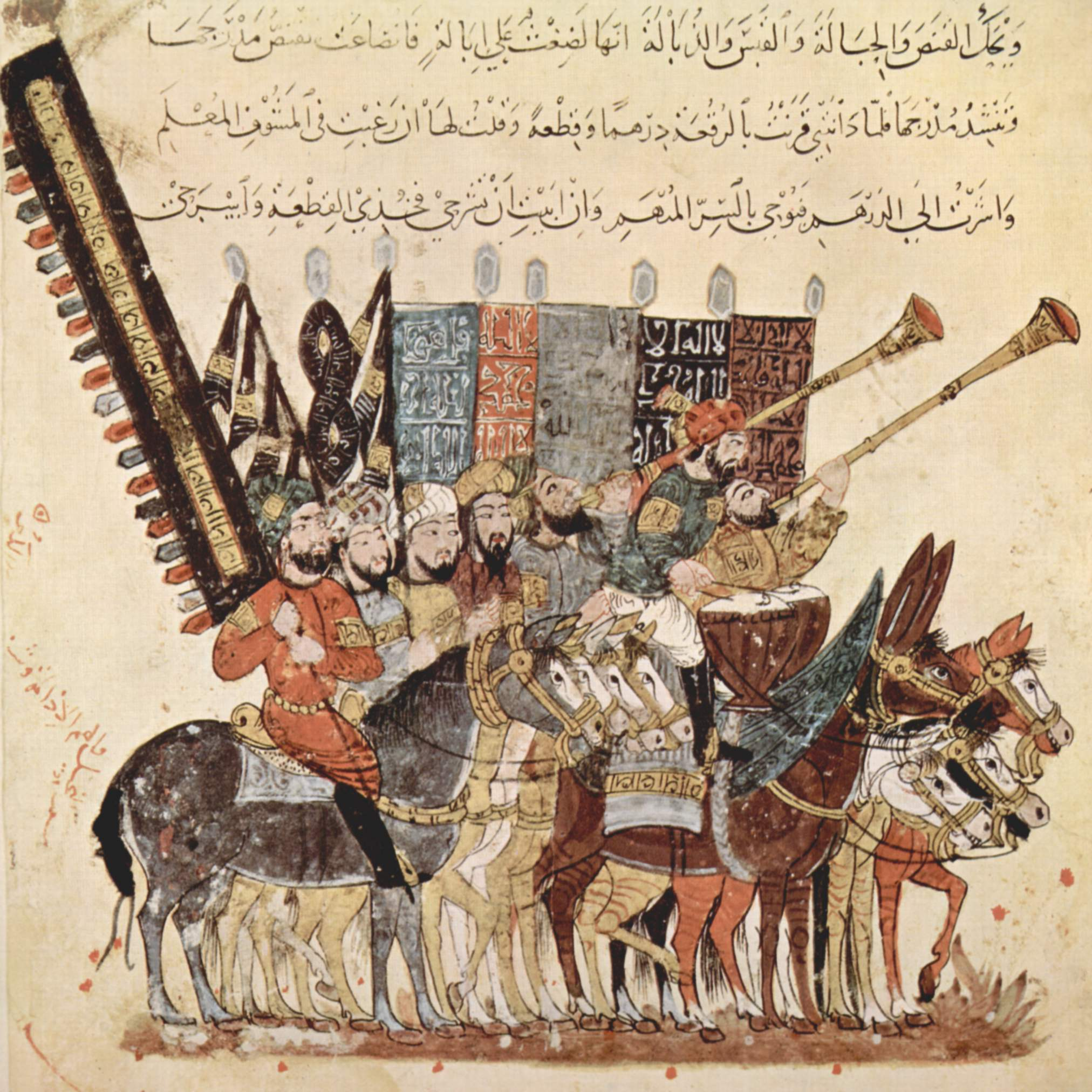
Una banda militare con trombe e timpani e bandiere e stendardi maestosi in previsione di uno spettacolo. Questa illustrazione araba del 1237 mostra che nel loro periodo iniziale nell'intera area islamica esistevano formazioni simili ai tabılhâne.

Alcuni strumenti o gruppi strumentali usate come insegne da parte degli aristocratici con funzione rappresentativa e militare erano già stati menzionati nell'area di lingua turca nelle iscrizioni degli Orhan Göktürk e dei şine-Uzu dell'VIII secolo. Nel Mahmūd al-Kāschgharīs diwān lughāt at-turk ("raccolta di dialetti dei turchi") dell'XI secolo, il termine tuğ viene usato per i gruppi di musica militare. Ai tempi di Osmân Gâzî, oltre alla coda di cavallo e agli stendardi, erano considerate insegne del sovrano gli strumenti boru, zil, davul e nakkare. Le bande musicali erano allora chiamate tabılhāne o tabl-ī'alem mehter; le loro esibizioni erano denominate nevbet.  Dopo la conquista di Costantinopoli sotto il sultano Mehmed II nel 1453, fu costruito vicino al nuovo palazzo del sultano un complesso edilizio chiamato nevbethâne, e in seguito anche mehterhâne, in cui i mehteran erano ospitati come musicisti con mansioni militari e rappresentative. Più o meno allo stesso tempo vennero fondate le corporazioni dei mehter chiamate  mehter-esnafe, le quali oltre a funzioni militari nell'ambito della corte assunsero principalmente compiti civili.  Con l'espansione dell'Impero ottomano, sorse la necessità di stabilire la mehterhane per i dignitari ottomani anche fuori Costantinopoli nei territori appena conquistati. La dimensione del gruppo era regolata per legge secondo la reputazione e il rango del dignitario. Oltre alle forze di terra, anche la Marina era munita di una mehterhâne. Nel diciassettesimo secolo, lo scrittore di viaggi Evliya Çelebi fornisce la cifra di 1000 musicisti per la sola Costantinopoli, inclusi 300 presso la corte del sultano. Altre Mehterhan esistevano inoltre anche nelle parti della città fuori dalle mura e in importanti roccaforti e fortezze.

## Caratteristiche musicali

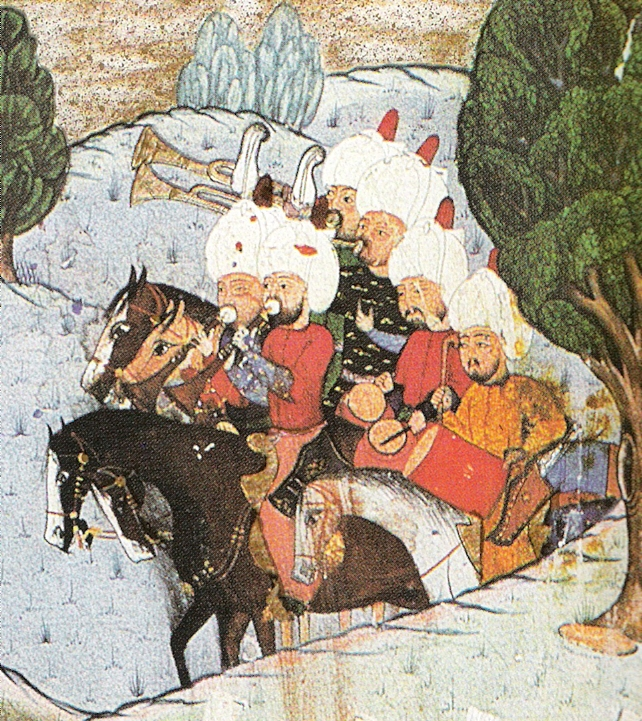
Mehterhâne, miniatura del 1568

Le prime rappresentazioni pittoriche nelle miniature ottomane del XVI secolo mostrano le mehterhâne come bande militari durante le campagne militari, specialmente quando queste si svolgevano sotto la guida del Sultano. Non esistono documenti ottomani più accurati sul ruolo strategico delle mehterhâne. Durante il combattimento, essi suonavano continuamente. I segnali dei nafir (trombe) regolavano gli ordini. Alla fine della battaglia o durante la ritirata, la musica taceva.  Tuttavia, a volte ci sono rapporti dettagliati dei nemici europei, ai quali facevano impressione in particolare la partecipazione della mehterhâne allo spiegamento dell'esercito e alle parate militari degli ottomani. Raramente, tuttavia, venivano apprezzate le qualità musicali. Un'eccezione a ciò è la descrizione del 1784/85 di Christian Friedrich Daniel Schubart, che identifica la mehterhâne - come di consueto in quel momento, con i Giannizzeri:
Rapporti utilizzabili su altre funzioni musicali della mehterhâne furono scritti in età tarda. Una delle fonti principali è un saggio di Ali Ufkî, scritto in italiano nel 1667 nella traduzione tedesca di Nicolaus Brenner pubblicata con il titolo Serai Enderum: Das ist: Inwendige beschaffenheit der Türckischen Kayserl: Residentz zu Constantinopoli die newe Burgk genant / sampt dero Ordnung und Gebraͤuchen [...]. Ufkî creò inoltre una raccolta manoscritta di musica turca o ottomana, dove trascrisse anche altre melodie. Egli nomina due gruppi di musicisti nella mehterhâne del sultano, vale a dire un gruppo ospitato all'interno del palazzo del sultano e uno ospitato all'esterno di nevbethâne. Entrambi i gruppi appartenevano al tabl ü'alem-mehter, i mehter che usavano i timpani e gli stendardi. 
I compiti ricorrenti di quest'ultimo gruppo consistevano nel suonare musica mattutina un'ora prima dell'alba, nell'accompagnamento musicale di ricevimenti e di consegne di onorificenze, nell'accompagnamento delle escursioni ufficiali del sultano, nella chiusura del giorno un'ora e mezza dopo il tramonto, nell'arrivo e la partenza del coprifuoco notturno e nel ciclo annuale del mese di digiuno di ramazan. Il gruppo di servizio nel settore privato del Sultano nell'Enderun, si assunse il compito di fare musica in ricorrenze di stato all'interno del distretto del palazzo e per intrattenere musicalmente personalmente il sultano nel settore privato, nonché in escursioni non ufficiali come le gite in barca sul Bosforo. Entrambi i gruppi erano sotto il comando del Mir-i alem, comandante di tutte le bande militari e supremo responsabile di tutte le bandiere e gli stendardi del sovrano. Fra questi si deve distinguere il mehterān dalle corporazioni chiamate mehter-esnafı. Queste ultime operavano esclusivamente in ambito civile, ad esempio in occasione di matrimoni e celebrazioni di circoncisione.
Le mehterhâne dei dignitari ottomani a Costantinopoli e nelle province presero come modello le mehterhâne dei gran signori, ma erano meno numerose.

## Strumenti e professioni
Sebbene le fonti proto-turche e proto-ottomane si riferiscano a vari strumenti di musica militare, successivamente utilizzati nella mehterhâne, non vi è mai stata un organico prestabilito dell'orchestra. Esso si sviluppò solo dopo il 1453 nella nuova città capitale di Costantinopoli. Descrizioni più dettagliate sono disponibili solo dalla Newe Reyßbeschreibung auß Teutschland nach Constantinopel  di Solomon Schweigger del 1608. Più informativi sono alcuni lavori ottomani pubblicati nel XVII secolo:  Mecmua-i Sâz ü Sez ("Collezione di musica e parole") di Ali Ufkî, e il suo lavoro sopracitato Serai Enderum, il Seyahatnâme ("Diario di viaggio") di Evliya Çelebi e Kitâbu 'Ilmi'l Mûsikí alâ Vechi'l-Hurûfât ("Libro di musicologia scritta") di Dimitrie Cantemir.
Secondo queste fonti, la coppia di strumenti zurna (oboe ad ancia doppia) e davul (tamburo cilindrico, detto anche köbürge, küvrüğ, tuğ, tavul, tuvıl o tabıl) forma la base dei complessi musicali. Venivano anche usati i nafīr (trombe diritte), boru (trombe a spirale), nakkare (piccoli doppi timpani), tabılbaz (doppi timpani grandi, chiamati anche tavlumbaz, davulbaz o kuş davulu), zil (cimbalini a dita), in tempi successivi anche la çağana (mezzaluna turca) e occasionalmente mehter düdüğü (peculiare strumento ad ancia da banda), kös (timpani di grandi dimensioni, chiamato anche kûz, probabilmente usato solo dai suonatori a cavallo) e def (tamburo a telaio singolo, probabilmente piuttosto parte del mehter-esnafı). Il cast della mehterhâne era corale. Il numero di musicisti per strumento era determinato dall'occasione per la musica e dal suo significato, nonché dal grado di colui al quale apparteneva. Pertanto, il Gran visir Köprülü Mehmed Pascià nel 1659 aveva un'orchestra a 9 (dokuz katlı mehter), dignitari minori di contro bande più piccole.
La Mehterhâne-i Tabl-ûlem-i Hassa del sultano era fino a 16 (onaltı katlı mehter), specialmente nelle campagne da lui guidate. In casi eccezionali, venivano utilizzati fino a 150 köszen (timpani).
Il fatto che le mehterhana del Sultano occupassero un rango speciale si riflette non solo nel cast, ma anche nel fatto che erano sotto la guida militare di un capitano col grado di un ağa, chiamato çorbacıbaşı e come direttore musicale di un mehterbaşı. Tradizionalmente, ad essa erano assegnati anche portatori di bandiera (sancaktar) e portatori della coda di cavallo (tuğcu), il che sottolineava la loro regale importanza. Oltre alla strumentazione strumentale,  in melodie testuali erano impiegate voci cantanti che venivano eseguite da membri della mehterhâne - di solito - con l'eccezione degli ottoni - in particolare dai zurnazen che guidavano la melodia.

## Caratteristiche della musica

### Tradizione
Solo Ali Ufkî, Dimitrie Cantemir (Kantemiroğlu) e Hamparsum Limonciyan crearono notazioni musicali nei secoli 17°, 18° e nel primo XIX secolo le quali, a differenza della notazione musicale europea, ricevettero un riconoscimento ufficiale e con il quale la musica degli anni successivi poté essere adeguatamente trascritta. Tuttavia, essi coprirono solo una piccola parte del grande e variegato repertorio delle mehterhâne. La maggior parte della musica dei mehter - specialmente la tradizione una volta orale - è andata persa. Alcuni brani passarono a causa della loro popolarità nella musica artistica e di intrattenimento ottomana del XIX secolo e vennero conservati nonostante il divieto del 1826. Su questa base, almeno le melodie suonate con lo zurna di brani musicali così conservati poterono essere analizzate. Del ritmo di solito è solo tramandato il nome dell '"Usul", la formula ritmica-metrica di base. La sua esecuzione e distribuzione sugli strumenti a percussione è incerta. Completamente sconosciuto è l'uso del "nefiir". Probabilmente suonavano una specie di bordun ritmico. I segnali che con sicurezza avranno accompagnato sfilate e combattimenti con queste trombe naturali sono stati completamente persi.

### MakameUsul
La tonalità, il ritmo e il metro dei brani musicali della mehterhane, come la maggior parte delle musiche nella sfera del potere ottomana, sono definiti attraverso il makam e l'usul. Un esperto zurnazer (suonatore di zurna) poteva riuscire a produrre sul suo strumento le differenze di tonalità a microintervallo richieste dai vari makam. Nella sezione ritmica, i battiti maggiori e minori del prossimo usul sono distribuiti tra i vari strumenti e variati all'interno dell'usul.

### Musica da campo e musica per le rappresentazioni

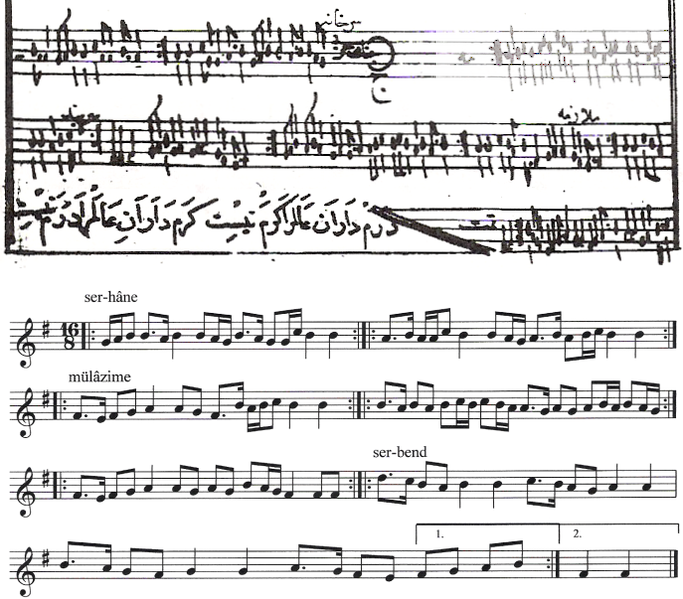
Anonimo: [nevâ] Ceng-i harb-î. Scritto da Ali Ufkî nel XVII secolo. Le note originali possono essere lette da destra a sinistra; trascrizione per comparabilità nella chiave di violino francese

Le musiche da campo hanno una struttura semplice; una breve melodia con bassa estensione tonale è ripetuta spesso, a volte variata, a seconda delle occasioni. Questa pratica corrisponde alla musica folk suonata dal duo davul-zurna. La maggior parte di queste musiche di accompagnamento sono basate sull'usul ceng-i harb-î, il cui nome venne adottato come genere (chiamato semâî-i harb-î dal XVIII secolo). Un esempio spesso citato di questo è un anonimo ceng-i harb-î tramandato da Ali Ufkî. Esso è suonato nel makam neva. Un pattern di base ritmico leggermente variato determina ciascuna delle tre parti della melodia, che nella parte della testa (ser-hâne) viene prima determinata dalla nota Re (= neva), si sposta verso il basso nel ritornello (mülâzim) e nella parte finale (ser-bend) si sposta sequenzialmente verso il basso; per questo motivo il makam termina in genere con un La (dügâh). Le musiche rappresentative, d'altra parte, sono più vicine alla musica artistica di corte. La loro estensione tonale è ulteriormente dilatata e la loro melodia è modellata con una tessitura molto più delicata e complessa. Principalmente si tratta di pezzi di peşrev, così come essi trovavano uso nell'area di corte e negli inni dell'ordine mevlevî. Tipico di ciò è di nuovo il brano musicale annotato da Ali Ufkî di makaam-ımzbur (hüseyni) peşrev, usuleş düyek, composto da Hasan Can Çelebî (1490-1567). La pretesa artistica qui è molto più grande che presso i pezzi di ceng-i harb-î. I pezzi di peşrev dovevano soddisfare le esigenze estetiche del pubblico di corte. Alcuni di questi pezzi passarono nella musica da camera di corte (ince sâz) e vi furono anche tramandati dopo il 1826.

### Canzoni
Per alcuni brani musicali originali della mehterhane, sono stati tramandati i testi, come nel XVII secolo da Ali Ufki un testo anonimo (inŞallah gördüm seni gönül kān olasın) di una canzone anonima, un Semai-i Harbî, tahir. Le frasi di questa canzone molto cantabile di solito iniziano con una nota alta. La melodia quindi scivola dolcemente verso il basso. A volte le frasi sono finite dagli strumenti. Questa canzone ricorda la conduzione della melodia di canzoni artistiche o popolari ottomane o turche di lunga durata nello stile dell'uzun hava (il "lungo respiro ").  Nella tradizione delle vecchie canzoni dei mehter, dopo il risveglio della musica mehter (quindi dopo il 1914)  furono composti nuovi testi per melodie antiche, in particolare melodie di marcia. Durante la lotta di liberazione e dopo la fondazione della Repubblica di Turchia, i contenuti si riferivano spesso alle qualità eroiche di questa nuova era.

## Compositori
Sebbene da Ali Ufkî in poi le composizioni della mehterhane siano state trascritte, la tradizione dell'introduzione e dell'epilogo a orecchio e della mediazione orale è continuata sino al XIX secolo. Chiunque fossero i compositori tramandati per nome o anonimamente oppure registrati per iscritto ad esempio da Ufkî, ciò ebbe per questa tradizione solo una scarsa rilevanza. Le notazioni di Ufkī catturarono lo stato attuale della musica ai suoi tempi e non erano destinate all'uso pratico, quindi né per imparare né per suonare la musica. Pertanto, i brani musicali continuarono a essere soggetti ai cambiamenti dovuti all'essere tramandati tramite l'udito.
Sono stati conservati alcuni nomi di compositori famosi ai loro tempi e talvolta anche oggi, e molti brani musicali sono stati attribuiti a loro: nel XVI secolo, i compositori Nefiri Behram, Emir-i Hac e Gazi Giray Han; nel XVII secolo, Solaksâde Mehmed Hemdemî Çelebî, Zurnazen Edirneli Dağî Ahmed Çelebî, Zurnazenbaşı İbrahim Ağa, Hasan Cân Çeleb e il Sultano Murad IV sotto il nome d'arte di Şah Murad; nel XVIII secolo Hızır Ağa. Gran parte delle composizioni sopravvissute, tra cui una serie di veri e propri "tormentoni", come la sopra discussa [neva] ceng-i harb-î, provengono da compositori anonimi, in particolare del XVI e XVII secolo.

## Dissoluzione e rinascita dellamehterhâne

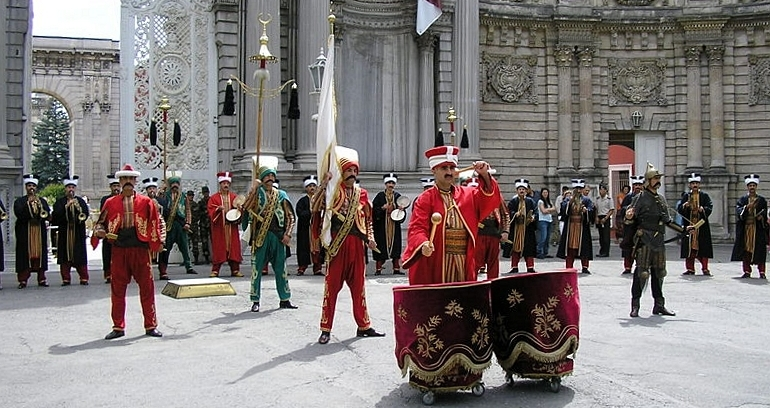
Mehterhâne di oggi

Sulla scia della riforma dell'esercito sotto il Sultano Mahmud II, nel 1826 le mehterhâne dell'aristocrazia furono ufficialmente abolite e private delle loro funzioni. Anche le rispettive corporazioni furono bandite. Solo nel 1914, le mehterhâne e la loro musica furono risuscitate nell'impero ottomano per interesse storico. Oggi le mehterhâne vengono utilizzate in Turchia in occasione di importanti anniversari storici e in occasione di sfilate e altre festività, o anche durante eventi folcloristici e turistici.

## Musica dei Giannizzeri emehterhane
Già nell'alto medioevo c'era uno scambio di strumenti musicali tra occidente cristiano e oriente islamico. L'interesse per i beni culturali ed esotici orientali, che includeva musica e strumenti musicali, aumentò nel tardo Medioevo e nei primi tempi moderni e divenne parte di un proto-esotismo durante il Barocco e l'Illuminismo europeo.
I conflitti militari e i legami diplomatici con l'Impero ottomano significarono che la sua cultura e quindi la sua musica fecero impressione sull'élite politica e intellettuale dell'Occidente sin dal XV secolo. Durante le guerre turche, gli europei cristiani furono in grado di conoscere la musica militare degli ottomani in modo più dettagliato. Nell'uso linguistico occidentale, la musica della mehterhâne ottomano veniva spesso definita "musica turca". Poiché questa musica è stata quasi sempre percepita sulla scia del gruppo d'élite dei Giannizzeri come la loro musica di guerra o musica di marcia,  per questo ha prevalso il nome di "musica dei Giannizzeri".
I termini "musica turca" e "musica dei giannizzeri", tuttavia, non fanno giustizia ai fatti reali. Tuttavia, la presunta musica dei giannizzeri- e in particolare la musica in marcia delle mehterhäne - divenne un modello musicale per la musica militare europea e come "alla turca" anche per una tendenza della moda nella musica d'arte europea del XVIII e XIX secolo. Infine, non solo la musica delle mehterhâne e la loro stessa imitazione europea, ma anche i corrispondenti gruppi strumentali vennero chiamati musica turca o musica dei giannizzeri.

## Immagini dei membri dellamehterhäne
Membri cerimoniali:

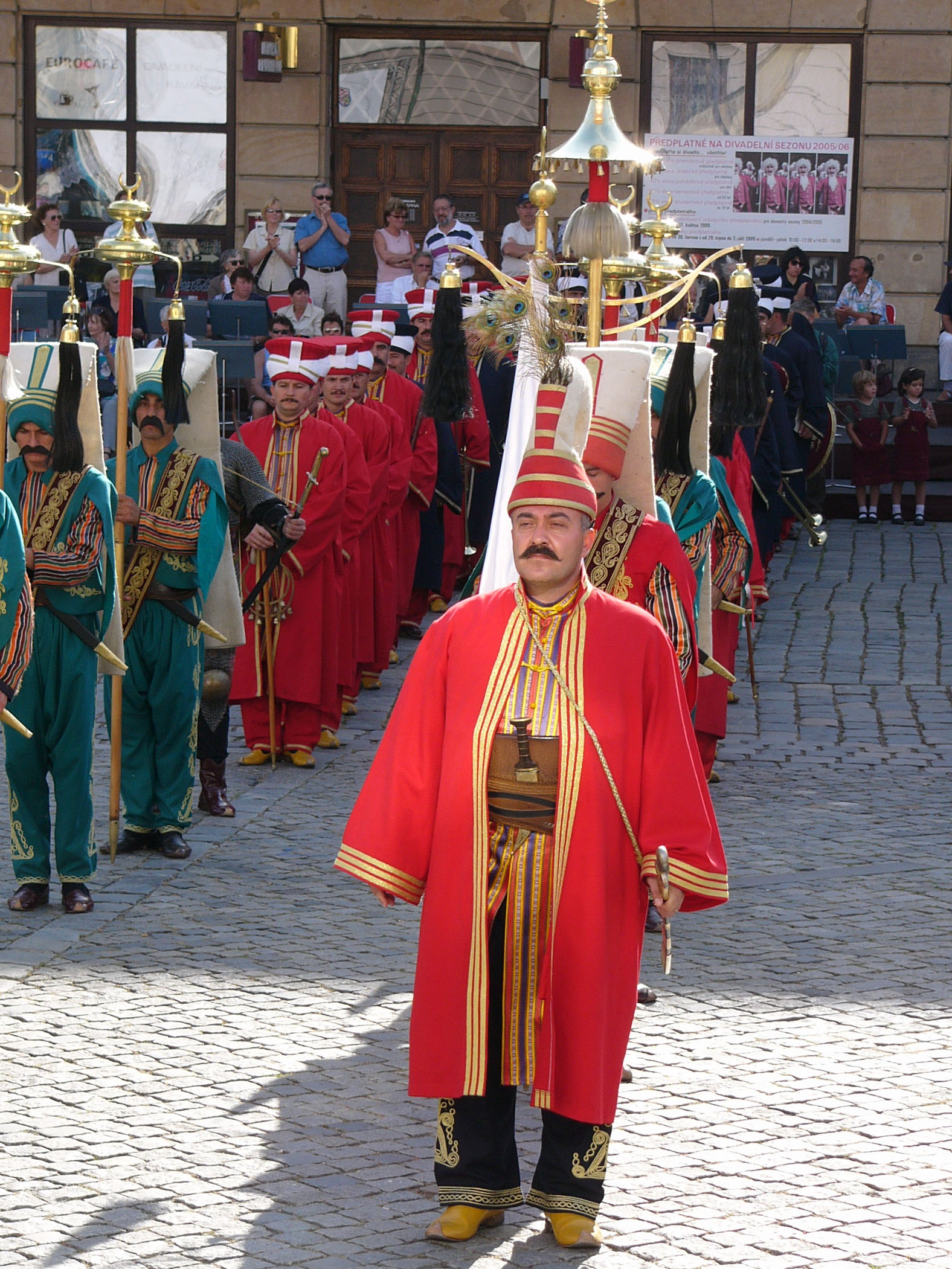
Il çorbacıbaşı, conduttore del mehter takımı, con la coda di cavallo come insegna del suo rango
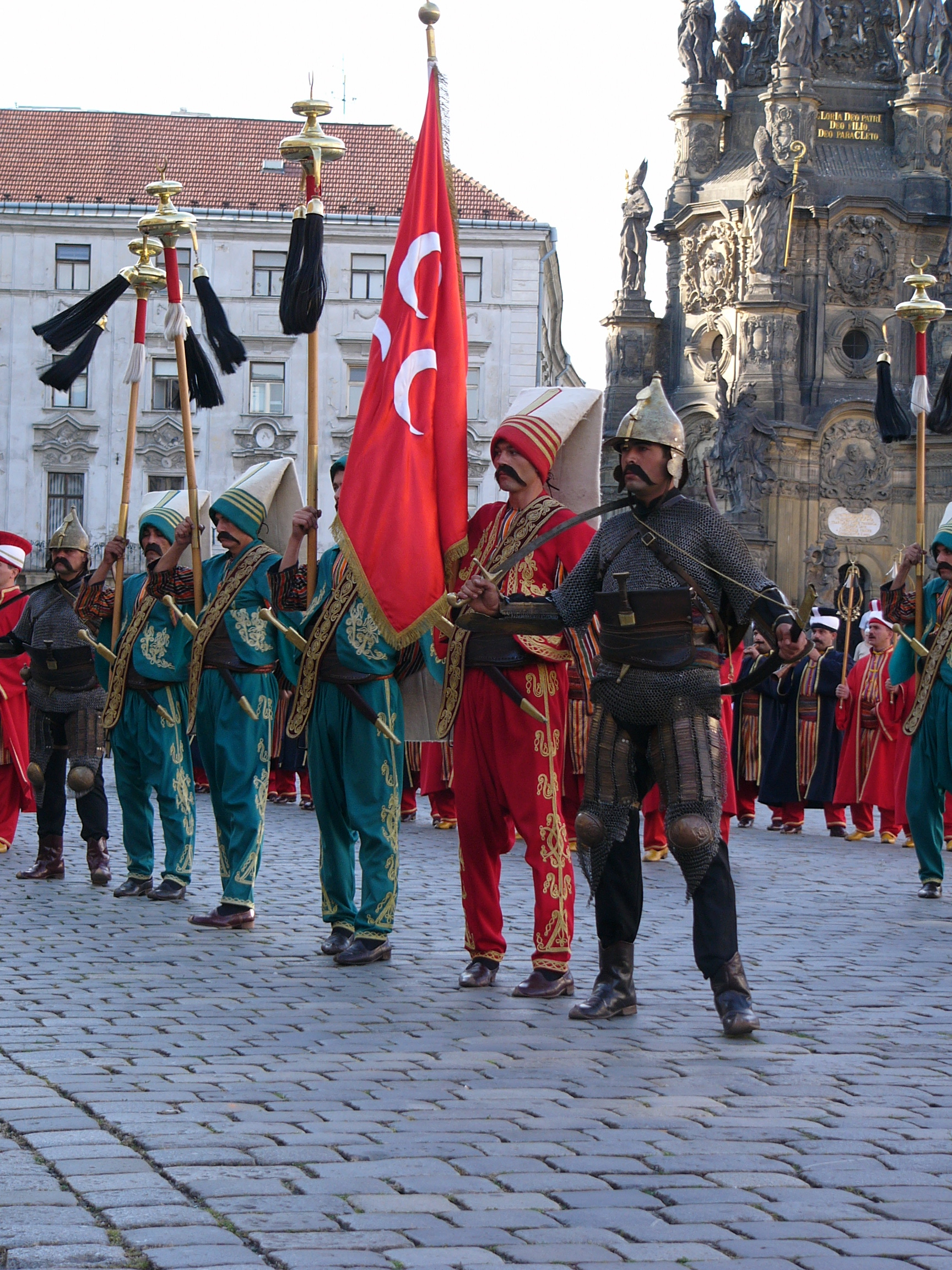
Portatori di bandiera e stendardi

Strumenti a percussione:

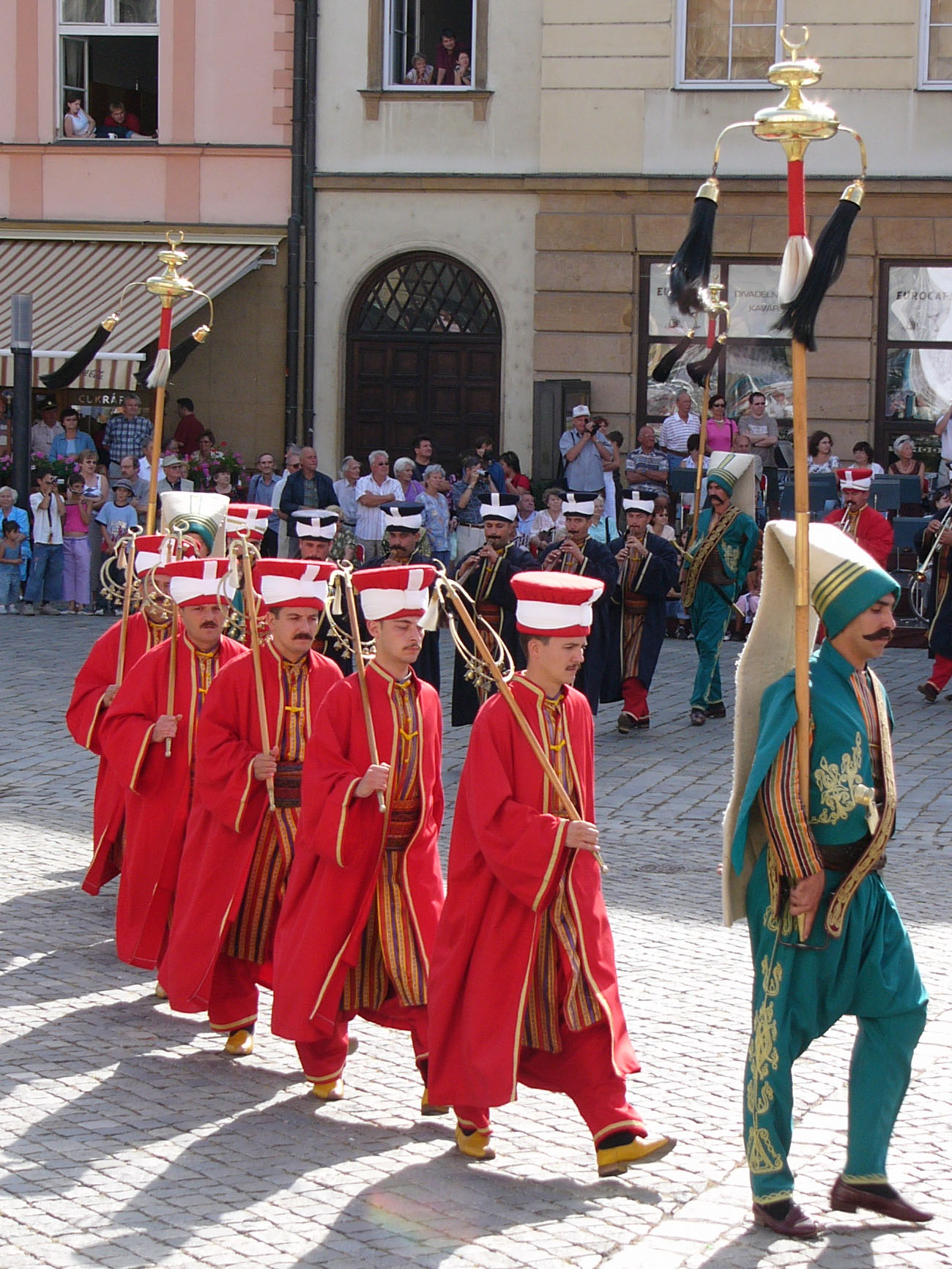
Suonatori di çevgan
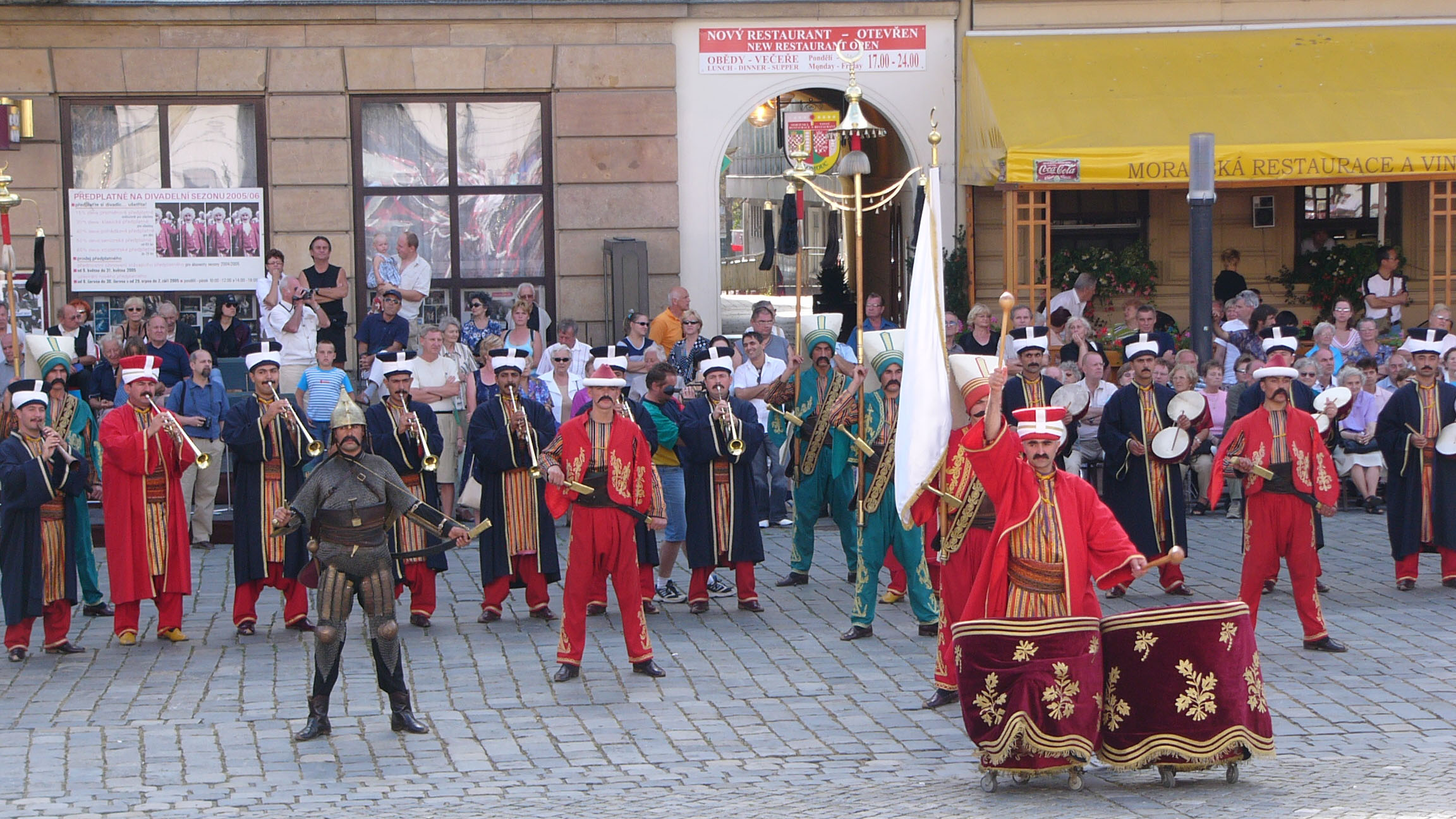
Suonatori di kös
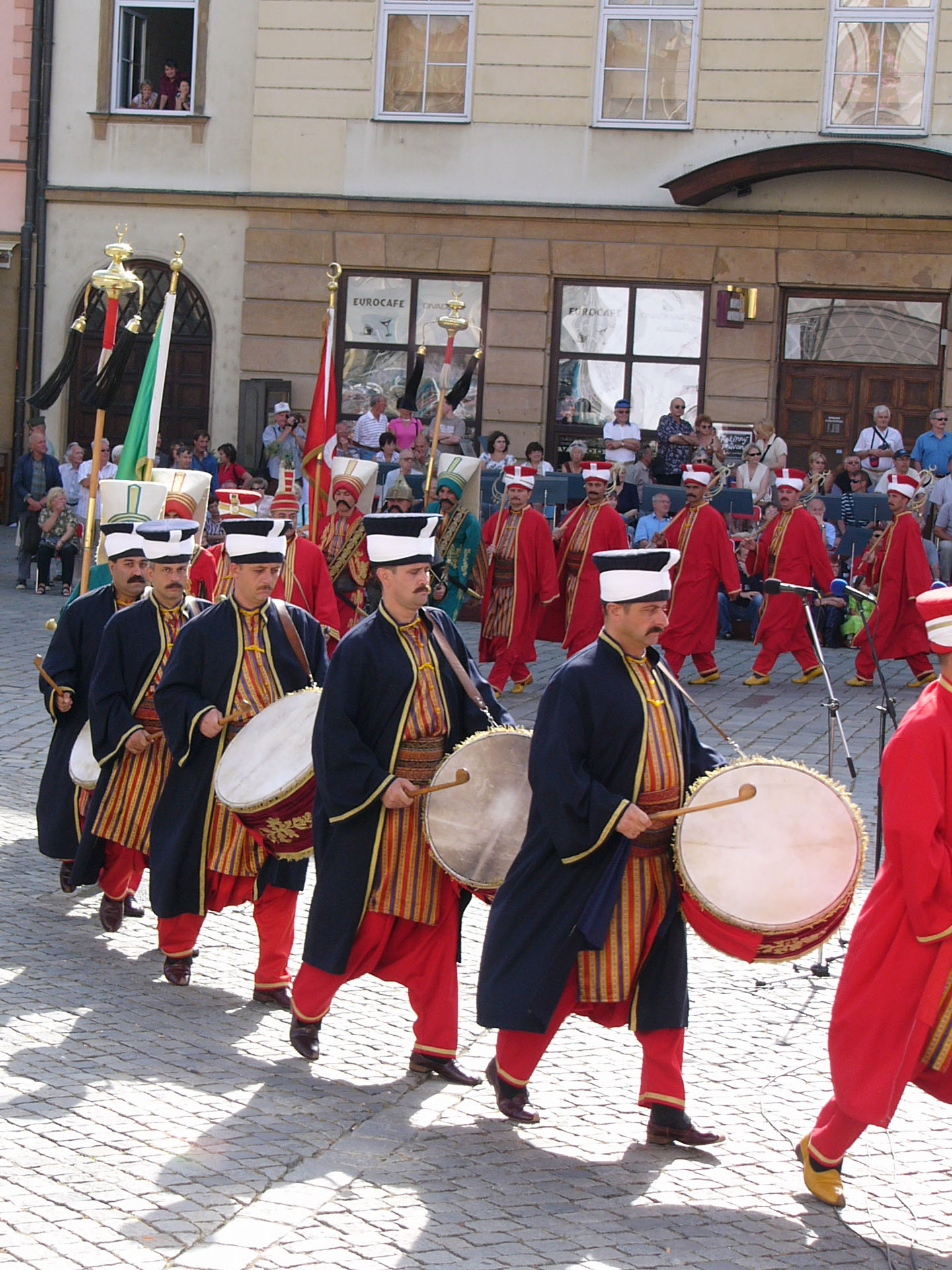
Suonatori di Davul
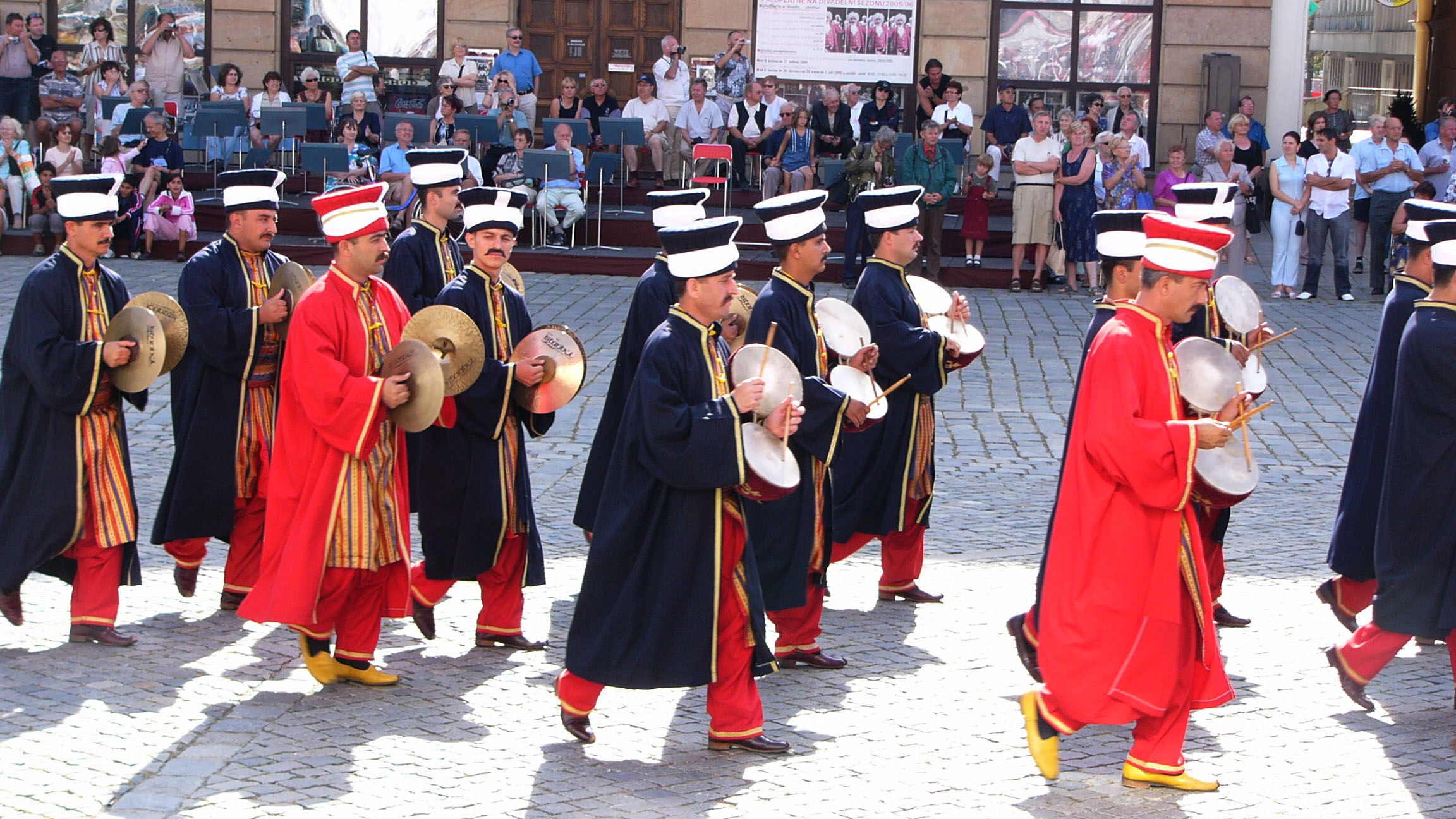
Suonatori di Zil e nakkare

Strumenti a fiato:

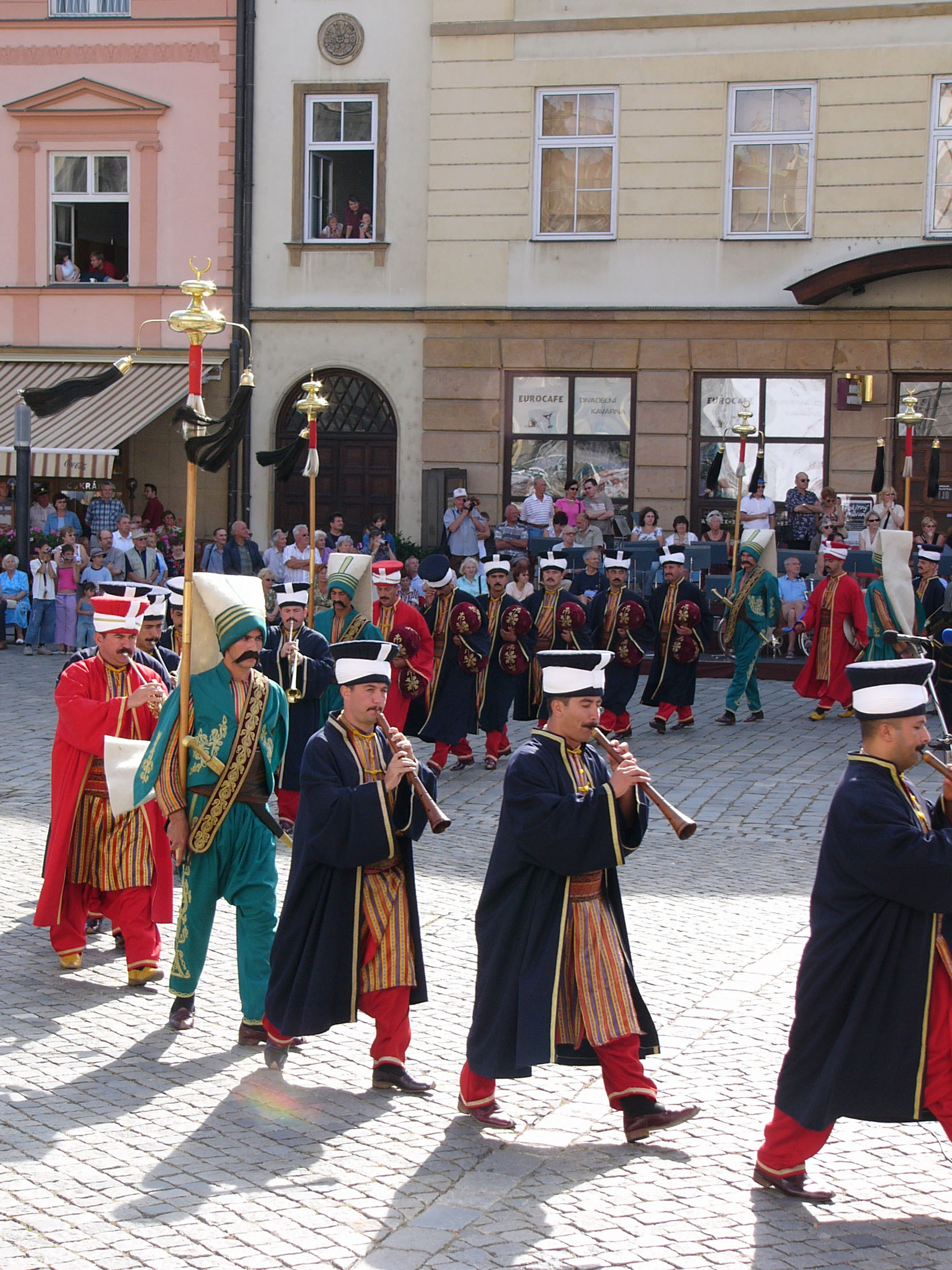
Suonatori di Kaba zurna
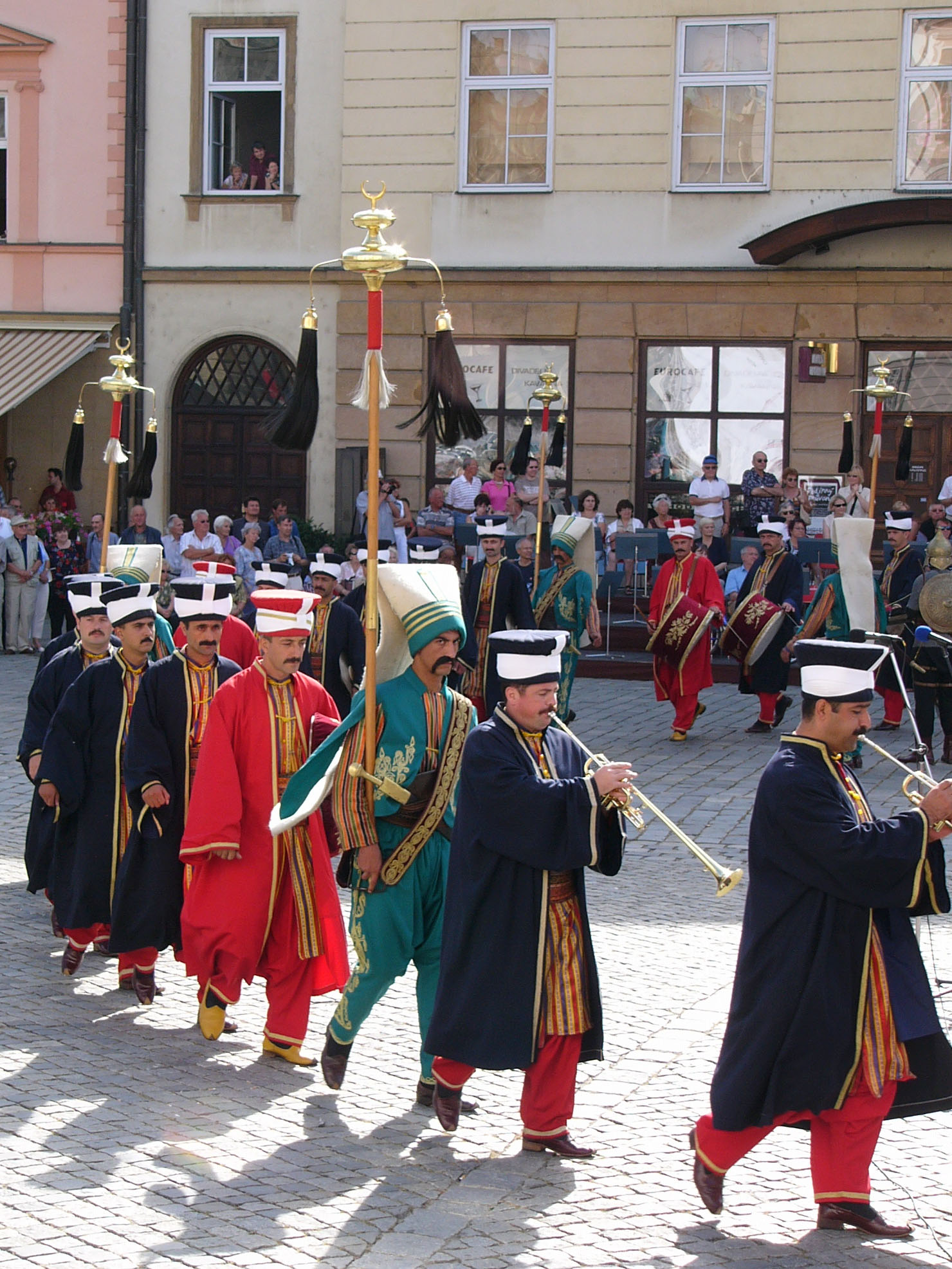
Suonatori di Boru (Tromba di Fanfara di stile occidentale)